# Pedro Cubilla
Pedro Ramón Cubilla Almeida (Paysandú, 25 de agosto de 1933 — Montevideo, 15 de marzo de 2007) fue un futbolista profesional y posterior entrenador uruguayo.

## Trayectoria

### Como jugador
Pedro Cubilla comenzó su carrera profesional en el Club Nacional de Football y continuó en Peñarol, Rampla Juniors y Liverpool de Montevideo en la Primera División Profesional de Uruguay. Continuó su carrera en Argentina jugando en Huracán en la temporada 1963-64. En 1965 tras una gran campaña en Huracán, fue transferido al River Plate donde pese a ser parte del plantel, quedó inactivo por toda la temporada debido a una lesión. Luego de su recuperación fue transferido a Quilmes donde jugó en la temporada de 1966. En 1967 retornó a Montevideo para formar parte del plantel Defensor Sporting Club.
En 1968 fue transferido a la Liga Norteamericana de Fútbol, donde jugó para el equipo canadiense Toronto Falcons, equipo comandado por el reconocido jugador y entrenador húngaro Ladislao Kubala.
Pedro Cubilla integró el plantel de la Selección uruguaya de fútbol entre 1961-1962, participando en la gira europea previa a la Copa Mundial de Fútbol de 1962 en Chile.

### Como entrenador
Su carrera como entrenador profesional tuvo lugar en los clubes uruguayos Fénix, Huracán de Paso de la Arena, Danubio, Rampla Juniors, Central Español y Huracán Buceo. Fuera de Uruguay comandó los equipos de Santiago Morning en Chile, el paraguayo Club Olimpia, Deportivo Quito de Ecuador y el Cartaginés de Costa Rica.
Pedro Cubilla trabajó muchos años también como asistente técnico de su hermano menor Luis en los clubes uruguayos Nacional y Peñarol. Estuvo en el Olimpia de Paraguay, donde logró el título de campeón de la Copa Interamericana frente al Club Deportivo FAS de El Salvador y campeón Intercontinental frente al Malmö de Suecia en 1979. También fue asistente técnico de su hermano en la Selección uruguaya de fútbol, la cual tuvo oportunidad de comandar durante la gira previa a la Copa América de Chile en 1991.
Pedro Cubilla fue un estudioso y experimentado estratega del fútbol uruguayo y en su reconocimiento presidió la Asociación Uruguaya de Entrenadores de Fútbol entre los años 1997-1998.

## Su pasión por el arte
Más allá de su pasión por el fútbol, Pedro Cubilla practicó también el dibujo y la pintura desde su adolescencia, creando una importante cantidad de obras con imágenes de la cultura afro-uruguaya del candombe, boliches de tango y retratos.

## Palmarés

### Campeonatos internacionales
| Título            | Club    | Sede     | Año  |
| ----------------- | ------- | -------- | ---- |
| Copa Libertadores | Peñarol | Asunción | 1960 |